# Jaroslav Vrchlický
Jaroslav Vrchlický (Louny, Bohèmia, 17 de febrer de 1853 - Domažlice, 9 de setembre de 1912) va ser un del més grans poetes lírics txecs. Va néixer Emil Bohuslav Frída, i Vrchlický era un pseudònim.
Fill de pare hebreu i mare catòlica, l'esperit contemplatiu i sever d'aquesta havia d'influir notablement a la seva ànima. Per enfortir la seva delicada salut va passar quatre anys a Ovčáry, a prop de Kolín, amb el seu oncle el rector Kolav, a la biblioteca del qual va trobar el nen precoç, que ja sentia gran afició a la literatura, les obres mestres universals, així com va aprendre els tresors del folklore txec de llavis del seu avi. Va estudiar després a Slaný, Praga i Klatovy i després va abraçar la carrera eclesiàstica, que no va trigar a abandonar pels estudis de filosofia é història. El seu primer poema, amb el pseudònim de Jaroslav Vrchlický, va aparèixer el 1871 a la revista Svetozor, i el mateix any va publicar diverses composicions a l'almanac Las Anémonas i el 1873 a la revista Lumir.
Va prosseguir els seus estudis a Praga, principalment de llengües modernes, belles arts i del moviment cultural de l'Orient, sostenint alhora ruda lluita per l'existència fins que va ser recomanat a l'historiògraf Ernesto Denís com a professor de txec. El 1875 va acceptar el càrrec de preceptor a la família del comte Montecuccoli-Laderchi i va passar un any a Itàlia, a Marano i Liorna, on, alhora que fortificava la seva salut, va poder lliurar-se completament a l'estudi de la literatura italiana. El 1876 va entrar com a professor suplent a la Normal de Mestres de Praga i el 1877 va ser nomenat secretari de l'Escola Politècnica Txeca. Al cap de dos anys va casar amb la filla de la novel·lista Sofie Podlipská, amb la qual va tenir tres fills, un d'ells Eva (1888-1969), que va ser actriu del Teatre Nacional de Praga. El 1882 i 1883 va viatjar per França, Bèlgica, Holanda, Alemanya, Dinamarca i la Galítsia. El 1885 es va encarregar de la crítica teatral del diari Pokrok. El 1892 va ser nomenat doctor en filosofia i l'any següent catedràtic supernumerari de literatura universal a la Universitat txeca de Praga, passant a ser-ho numerari el 1898 i rebent el títol de pèrit en literatura.
Els èxits literaris de Frida li van valer altes distincions. Ja en 1882 se'l va nomenar corresponsa del Fowarzystwo Literacko historyczne (Foment Polonès de la Literatura i Història) de París. El 1890, en fundar-se l'Acadèmia Txeca, l'emperador el va nomenar membre efectiu; com a secretari de la quarta classe d'aquesta institució (secció de literatura i art), Frida va dirigir la Biblioteca de la poesia mundial (Sbornik Svetove Poesie). El mateix any se li va conferir el títol de corresponsal de la Accademia Peloritana, a Messina, i el de membre honorari de la Accademia di Scienze, Lettere et Arti, a Pàdua. El 1892 se li va atorgar la mateixa distinció per Le Felibrige, a Marsella. El 1893 se'l va nomenar fill adoptiu de la ciutat de Praga, l'exemple del qual van seguir nombroses poblacions de Bohèmia. Per mediació de la Umelecka Beseda (Ateneu Txec), a la qual va pertànyer com a membre honorari des de 1891, va rebre llavors un entusiasta homenatge dels literats txecs. És gairebé impossible enumerar les entitats i societats txeques que el van anomenar membre. El 1895 li va remetre el seu diploma l'Ateneu polonès Czytelnia Akademicka i el 1897 el Consell del Museu Nacional Polonès a Rapperswyl. El 1898, el govern austríac li va lliurar la insígnia honorífica per mèrits d'art i ciències, i el 1901, juntament amb el compositor Antonín Dvořák, Frida va entrar, com a membre vitalici, a la cambra dels Lords. En aquest càrrec va pronunciar, el 1906, un discurs a favor del vot universal.
El 1905, A. Kisfaludy Tarsasag (Societat Literària de Kisfaludy), de Budapest, el va nomenar el seu corresponsal; el mateix any el Ognisko Polskie (Circle Polonès de Praga) li va lliurar el diploma de membre honorari. El 1906 la República Francesa el va nomenar Officier de l'Instruction Publique. El 1908, l'activitat incansable del poeta va patir un cop fort, per una greu malaltia orgànica que el va abocar al trastorn mental. L'estada de Frida a la riba del mar Adriàtic i al sanatori de Stupčice, a Bohèmia, no va arribar a posar remei al mal, i el poeta va viure els últims anys a Domažlice en el més lamentable estat d'ànim. El seu enterrament va ser una manifestació de dol nacional, donant-li sepultura al cementiri de Vyšehrad, al mausoleu Slavin destinat als homes cèlebres de Bohèmia.
També va escriure poesia èpica, teatre, prosa i assajos literaris i va traduir àmpliament de diverses llengües, introduint p. ex. Dante, Goethe, Shelley, Baudelaire, Poe, i Whitman a la literatura txeca. Va ser una de les veus principals de la revista Lumír des de 1851.